# Fiado

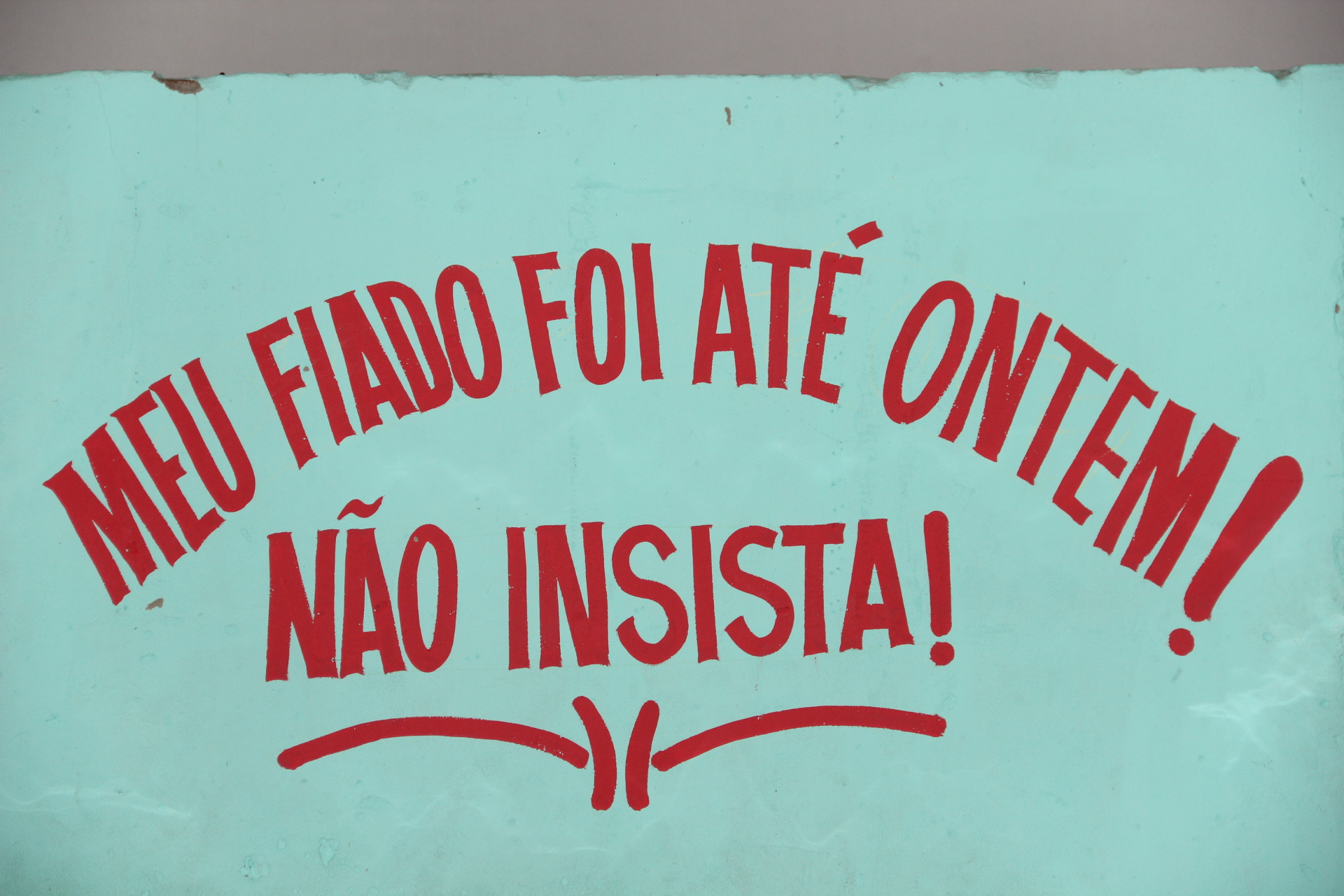

As expressões fiado e pindura são termos lusófonos populares que fazem referência ao ato de comprar algo e deixar o pagamento para depois.

## Origens e outras grafias
A origem da expressão vem do fato de que, nas antigas casas comerciais (tabernas, mercearias, farmácias, dentre outros, existia um prego onde o comerciante colocava as contas dos fregueses que pediam para pagar depois. Quando o freguês retornava para pagar ele pegava os papéis do prego, somava e cobrava. A grafia certa é pendura e não pindura, isso ocorre devido a confusão que há em algumas regiões do Brasil. Pois na escrita correta, pendura, é a ação ou efeito de pendurar, dependurar; objeto ou conjunto de objetos pendurados. Pelo fato de ser regional, não há como caracterizar gíria, pois expressões regionais são caracteríscas locais e não que possam ser usadas em qualquer lugar na forma popular ou da gíria. Em Moçambique é aquele que, sem ser convidado ou possuir ingresso, entra em festas, reuniões etc. No Brasil é conhecido como penetra. A pronúncia pindura fica por conta dos sotaques de algumas regiões brasileiras, em que o e é pronunciado como i, tal e qual ocorre com o inglês. Alguns exemplos do e trocado por i no Brasil: futebol, por futibol; beata por biata; tear por tiar e outros.